# Specctra
Specctra — коммерческая программа автоматической трассировки печатных плат от компании Cadence Design Systems. Современное название — Allegro PCB Router. Последняя версия — 17.2 (окт 2016).
Specctra трассирует платы путём представления графических данных по ShapeBased-технологии, представляющей графические объекты не в виде набора точек-координат, а более компактно[как?]. За счёт этого повышается эффективность трассировки печатных плат с высокой плотностью расположения компонентов, обеспечивается автоматическая трассировка одной и той же цепи трассами разной ширины и другое.
Specctra использует адаптивные алгоритмы, реализуемые за несколько проходов трассировки. Трассировка проводится в три этапа:
1. предварительная трассировка;
2. автотрассировка;
3. дополнительная обработка результатов автотрассировки.

На первом проходе выполняется соединение абсолютно всех проводников вне зависимости от наличия конфликтов, заключающихся в пересечении проводников на одном слое и нарушении зазоров. На каждом последующем проходе автотрассировщик пытается уменьшить количество конфликтов, разрывая и вновь прокладывая связи (метод ripup-and-retry) и проталкивая проводники, раздвигая соседние (метод push-and-shove). Электромагнитная совместимость может быть проверена в Specctra через модуль «SPECCTRAQuest SI Expert».
Программа совместима с большинством современных систем проектирования печатных плат, благодаря использованию стандартного промышленного формата DSN для описания проектов и Do-файлов для задания стратегии трассировки.
Результаты работы возвращаются в редактор плат через файлы RTE и SES. Протокол выполнения команд заносится в Did-файл, который после редактирования может использоваться как Do-файл.